# 雨村 (小惑星)
雨村（うそん、10791 Uson）は、小惑星帯に位置する小惑星の1つである。高知県芸西村で関勉によって発見された。名前は編集者の森下雨村にちなむ。